# Méjannes-lès-Alès
 Méjannes-lès-Alès  es una población y comuna francesa, situada en la región de Languedoc-Rosellón, departamento de Gard, en el distrito de Alès y cantón de Alès-Sud-Est.

## Demografía
| 416 | 507 | 501 | 660 | 810 | 905 |
| Para los censos de 1962 a 1999 la población legal corresponde a la población sin duplicidades (Fuente: INSEE [Consultar]) |     |     |     |     |     |